# Antoni Bohdziewicz
Antoni Bohdziewicz, aussi connu sous le pseudonyme Wiktor est un réalisateur et scénariste polonais né le 11 septembre 1906 à Vilnius et mort le 20 octobre 1970 à Varsovie.

## Biographie

### Enfance
Antoni Bohdziewicz est né le 11 septembre 1906 à Vilnius, anciennement en Empire russe. Il est le fils de Zenon Bohdziewicz et Emilia Bohdziewicz (née Stankiewicz).
En 1928, il est diplômé de l'École polytechnique de Varsovie.

### Carrière
En 1930, il commence à travailler à la station de Vilnius de Polskie Radio. Il devient reconnu en tant que réalisateur de pièces radiophoniques riches en acoustique. Il travaille également comme critique de cinéma. Il obtient par la suite une bourse d'études en cinéma pour aller à Paris.
Il étudie par la suite à l'École nationale supérieure Louis-Lumière où il réalise ses premiers courts métrages documentaires.
À son retour en Pologne, il devient collaborateur de la chronique cinématographique de la PAT (pl) et critique pour l'hebdomadaire Pion (pl). Il réalise d'autres courts métrages documentaires à la coopérative des auteurs de films SAF (pl).
Il était membre du club académique des vagabonds de Vilnius (pl), où il était surnommé Czwartek. Ses camarades de club étaient Czesław Miłosz, Stefan Jędrychowski, Paweł Jasienica et Wacław Korabiewicz. Du 6 juillet 1930 au 13 septembre 1930, il participe à une expédition en canoë d'environ 3 000 km, de Nowy Targ à Constantinople. Au cours de cette expédition, il a participé à sa documentation photographique.
Durant l'occupation, il est soldat de l'AK. Pendant le insurrection de Varsovie, Antoni Bohdziewicz est le chef du département cinéma du Bureau de l'information et de la propagande du quartier général de l'Armia Krajowa. Après son écroulement, il laisse la ville avec la population civile. À partir de 1945, il travaille pour la Polska Kronika Filmowa (pl).
De 1948 à 1966, il enseigne à l'École nationale de cinéma de Łódź,. Dans les années 1950, il travaille à nouveau avec le Théâtre radiophonique polonais.
En 1959, il fait partie du jury de la douzième édition du Festival de Cannes.

### Vie personnelle
Il est marié avec Ariadna Demkowska-Bohdziewicz (pl), avec qui il a eu deux filles, Anna née en 1945 et Anna Beata née en 1950.

### Mort
Antoni Bohdziewicz est mort le 20 octobre 1970 à Varsovie, en Pologne.
Il a été enterré dans le cimetière militaire de Powązki (section 19B-5-19).

## Filmographie

### Acteur
- 1958 : Kalosze szczęścia : conservateur du Musée des Objets Miraculeux
- 1966 : Ktokolwiek wie... de Kazimierz Kutz : rédacteur en chef
- 1969 : Zbrodniarz, który ukradł zbrodnię de Janusz Majewski : metteur en scène au Théâtre Dramatyczny

### Réalisateur
- 1945 : Hallo! Tu Polskie Radio Łódź... (court métrage)
- 1945 : 2 x 2 = 4
- 1945 : Siedem adresów
- 1946 : Ostatni Parteitag w Norymberdze (court métrage)
- 1949 : D'autres nous suivront (en polonais : Za wami pójdą inni)
- 1956 : Szkice węglem
- 1956 : Zemsta (réalisé avec Bohdan Korzeniewski)
- 1958 : Kalosze szczęścia
- 1960 : Rzeczywistość
- 1962 : Dziewczyna z dobrego domu
- 1964 : Wilczy bilet

### Montage
- 1945 : Gdzie jest nasz dom?
- 1949 : D'autres nous suivront (en polonais : Za wami pójdą inni)

### Scénariste
- 1945 : 2 x 2 = 4
- 1949 : D'autres nous suivront (en polonais : Za wami pójdą inni)
- 1955 : Trzy starty
- 1956 : Zemsta
- 1956 : Koniec nocy de Julian Dziedzina, Paweł Komorowski et Walentyna Uszycka
- 1958 : Kalosze szczęścia
- 1960 : Rzeczywistość

## Distinctions
En 1959, il obtient la Croix d'Officier de l'Ordre Polonia Restituta.
Le 22 janvier 1946, le Conseil national d'État (pl) lui décerne la Croix d'Or du Mérite « en reconnaissance de ses mérites au profit de la République de Pologne dans le domaine de la reconstruction de l'industrie cinématographique dans la ville de Łódź ».
Le 14 janvier 1955, il obtient la médaille du 10e anniversaire de la Pologne populaire.

## Hommage
Le 5 décembre 1977, une des rues de l'arrondissement Bielany de Varsovie a été baptisée du nom d'Antoni Bohdziewicz.